# Цибелло
Цибелло (італ. Zibello) — колишній муніципалітет в Італії, у регіоні Емілія-Романья,  провінція Парма. З 2016 року Цибелло є частиною новоствореного муніципалітету Полезіне-Цибелло.
Цибелло розташоване на відстані близько 400 км на північний захід від Рима, 115 км на північний захід від Болоньї, 29 км на північний захід від Парми.

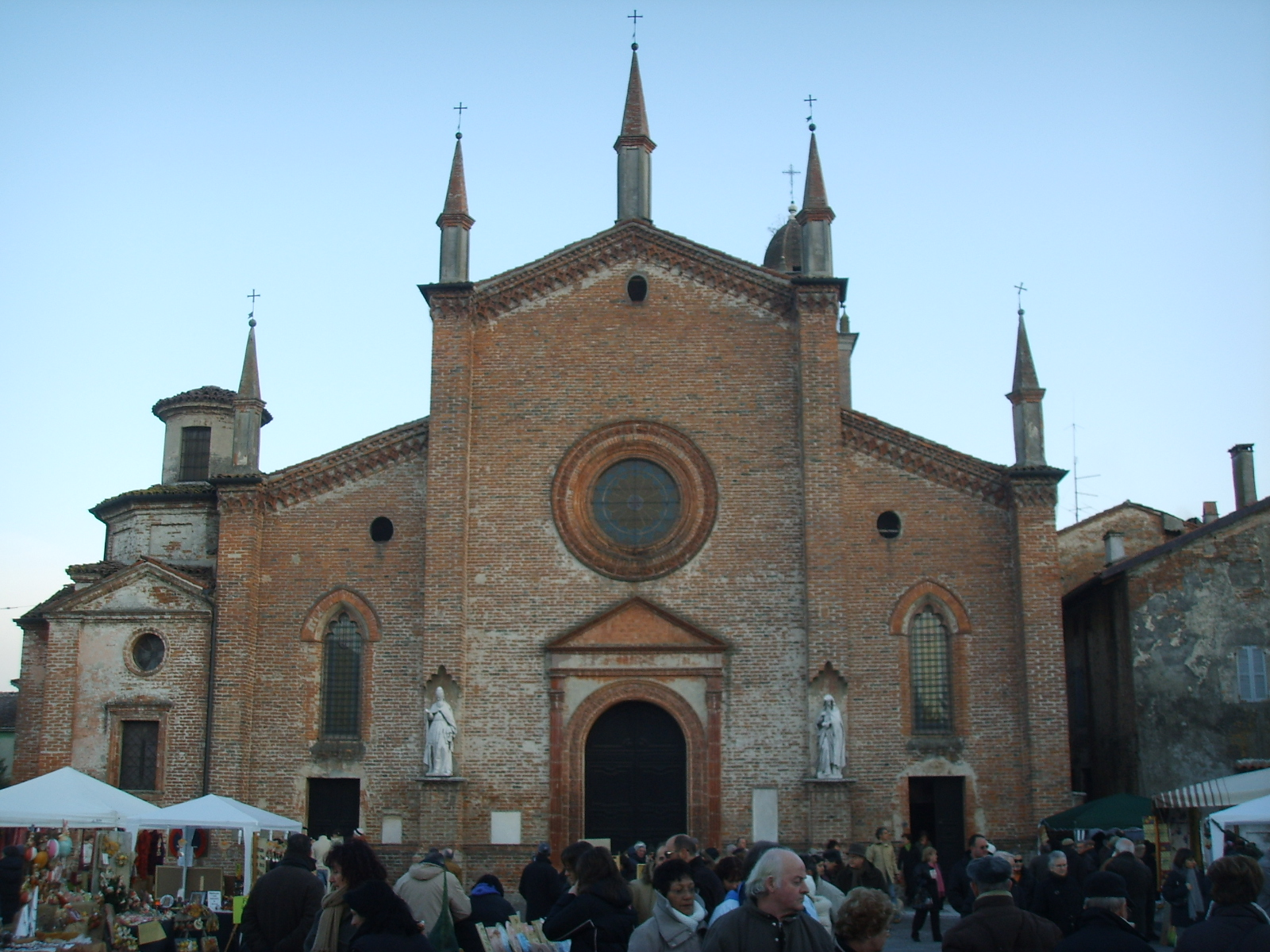

Населення — 1833 особи (2014).
Покровитель — San Carlo.

## Демографія
Населення за роками:

Станом на 31 грудня 2014 року в муніципалітеті офіційно проживав 201 іноземець з 22 країн, серед них 19 громадян країн Євросоюзу та 7 громадян України.

## Сусідні муніципалітети
- Буссето
- П'єве-д'Ольмі
- Полезіне-Парменсе
- Роккаб'янка
- Сан-Данієле-По
- Соранья
- Станьйо-Ломбардо